# Chafariz das Fontinhas
O Chafariz das Fontinhas (Fontinhas) é um chafariz português localizado na freguesia das Fontinhas concelho da Praia da Vitória, ilha Terceira, Açores e faz parte do Inventário do Património Histórico e Religioso para o Plano Director Municipal da Praia da Vitória, e remonta ao Século XIX.
Trata-se de um chafariz composto por tanque de bebedouro que se encontra na parte anterior do chafariz, um recinto murado onde se encontram duas pias de lavar roupa ladeando um tanque na parte posterior.
O chafariz é ainda constituído por uma parede grande de formato quadrangular que é encimada por uma cornija. 
No eixo, mais perto da cornija, encontra-se uma cartela onde se lê com a data "1887".
Em baixo existem dois florões, dispostos simetricamente em relação ao eixo, onde se encontram as bicas. É construído em alvenaria de pedra rebocada e caiada excepto o embasamento, os cunhais, a cornija, os florões e a cartela que são em cantaria pintada de preto.
Sobre o tanque, na direcção das bicas, assentam duas calhas, uma das quais conduz água ao tanque central de distribuição existente na parte posterior do chafariz.